# (466937) 2016 AC95
(466937) 2016 AC95 es un asteroide perteneciente al cinturón de asteroides, descubierto el 4 de octubre de 2003 por el equipo Spacewatch desde el Observatorio Nacional de Kitt Peak (Arizona, Estados Unidos).